# Alkali Ike Bests Broncho Billy
Alkali Ike Bests Broncho Billy è un cortometraggio muto del 1912 diretto da Gilbert M. 'Broncho Billy' Anderson.
Augustus Carney, dal 1911 al 1914, indossò sullo schermo i panni di Alkali Ike ventisei volte in una serie di film prodotti o diretti da Anderson. Qui, alla sua ottava avventura, incontra un altro personaggio seriale, quello di Broncho Billy, il cow boy che aveva reso famoso il suo interprete, lo stesso Gilbert M. 'Broncho Billy' Anderson.

## Produzione
Il film fu prodotto dall'Essanay Film Manufacturing Company.

## Distribuzione
Distribuito dalla General Film Company, il film - un cortometraggio in una bobina - uscì nelle sale cinematografiche statunitensi il 26 marzo 1912.